# 古き良き法
古き良き法（ふるきよきほう、独：Altes gutes Recht）は、ヨーロッパ（特にドイツなど）における中世法の基本概念の1つであり、由来が古い法であるほど良い法、正しい法であり、新しい法を破るという思想。良き古き法（よきふるきほう、独：Gutes altes Recht）とも。フリッツ・ケルン（Fritz Kern、1884年 - 1950年）によって、定式化された。

## 概要
中世ヨーロッパの人々は、神がこの世の全てを創造したと考えていた。神が創造した直後の時代が最も理想的で良い時代であり、時代が下るにつれてだんだん理想から遠ざかっていき、良いものが歪められて悪いものへと変わるという世界観を持っていた。しかし、人間の良心と倫理観、そして古くから伝えられてきた決まり（慣習法）の中には、神が創造した直後の最も良い時代の残滓が依然として残されていると考えられていた。そのため、法の制定が新しければ新しいほどその法は悪法ということになり、こうした悪法は、より神に近い時代の産物である古い法律や決まりの前には破られると考えられたのである。
これは、当時の成文法が慣習法の延長に過ぎなかったという事情が背景にあった。ただし、新しい法や制度がその原則のために作られることを全く妨げられるわけではなく、君主などの立法権力が「法是正」（Rechtsbesserung）であると称してあくまでも忘れ去られていた古き法を復活させることを名目として事実上の新法を定める論理も存在していた。また、時代が下るが、「革命」という言葉の英語・ドイツ語表現であるRevolution が元は回転を意味する言葉であったというのも、革命は堕落していく未来への進行ではなく、清らかであった過去への復帰のために行うものであると考えられていたことによる。
もっとも、近年の研究において中世ヨーロッパにおいてこの概念が確立したのは、ケルンが想定していた古代ゲルマンや中世初期ではなく、領邦国家の再編を経て新しいラント法が形成された13世紀（中世後期）以後であったと考えられている。この再編の過程で支配者である君侯とラントの構成員である騎士などの領主や農民たちの間の均衡の上に慣習法を修正したラント法が形成され、これが「古き良き法」として容認され、それが侵害された場合には、ラントの構成員にはフェーデや反抗権の行使を含めたラント法に基づいた権利を回復する権利を持っていると考えられた影響が大きい。スイスの盟約者同盟やドイツ農民戦争も権力側からの「古き良き法」の侵害に対する法と権利の回復を旗印に掲げていた。「古き良き法」の概念は17世紀・18世紀に至っても中央集権を進める絶対王政とこれに反抗して「古き良き法」で擁護された自由や特権を守ろうとする人々との間で摩擦が生じ、市民革命へも影響を与えることとなった。